# Jaroslav Řídký
Pour les articles homonymes, voir Řídký (homonymie).
Jaroslav Řídký, né le 25 août 1897 à Reichenberg (en Royaume de Bohême) et mort le 14 août 1956 , est un compositeur, chef d'orchestre et harpiste tchécoslovaque, également professeur de musique.

## Biographie
De 1919 à 1923, Jaroslav Řídký étudie au Conservatoire de Prague chez Josef Bohuslav Foerster, Karel Boleslav Jirák et Jaroslav Křička. Il enseigne au Conservatoire de 1924 à 1949, joue simultanément de la harpe à l'Orchestre philharmonique tchèque entre 1924 et 1938 et dirige l'Orchestre philharmonique tchèque de 1925 à 1930.
En 1928, Ridky dirige l'orchestre à la première de la composition de chambre de Leoš Janáček Capriccio pour piano et sept instruments à vent.